# Scythian Nunatak
Der Scythian Nunatak (englisch für Skythischer Nunatak) ist ein 1833 m hoher, isolierter und gebirgskammähnlicher Nunatak im ostantarktischen Viktorialand. In den Allan Hills ragt er südöstlich des Trudge Valley auf.
Erkundet wurde er 1964 von einer Mannschaft, die im Rahmen des New Zealand Antarctic Research Program in den Allan Hills tätig war. Namensgeber ist das antike Volk der Skythen, deren Heimat laut altrömischer Darstellung gekennzeichnet war von Schneeverwehungen, wie sie auch an diesem Nunatak anzutreffen sind.